# Saint-Côme-et-Maruéjols
Saint-Côme-et-Maruéjols település Franciaországban, Gard megyében. Lakosainak száma 797 fő (2022. január 1.). Saint-Côme-et-Maruéjols Calvisson, Clarensac, Montpezat, Parignargues, Saint-Dionisy és Souvignargues községekkel határos.

## Népesség
A település népessége az elmúlt években az alábbi módon változott:
| Lakosok száma | 294  | 351  | 410  | 712  | 772  | 752  | 790  | 804  | 800  | 797  |
|               | 1968 | 1982 | 1990 | 2006 | 2013 | 2015 | 2017 | 2019 | 2020 | 2022 |